# Pozycja boczna ustalona

Poszkodowana ułożona w pozycji bocznej ustalonej

Pozycja boczna ustalona – pozycja będąca jedną z pozycji bezpiecznych, umożliwiająca bezpieczne bezprzyrządowe utrzymanie drożności górnych dróg oddechowych. Stosuje się ją u poszkodowanych nieurazowych, posiadających oddech i inne funkcje życiowe. Pozycja boczna ustalona uniemożliwia zapadanie się języka na tylną ścianę gardła, co u nieprzytomnego może spowodować niedrożność dróg oddechowych i w wyniku tego śmierć. Dzięki jej zastosowaniu zmniejsza się ryzyko zadławienia się osoby poszkodowanej treścią ewentualnych wymiocin, bądź płynów znajdujących się w jamie ustnej, które (jeśli zaistnieją) samoistnie z niej wypływają. 
Kobiety w ciąży należy układać na lewym boku w celu uniknięcia zespołu aortalno-żylnego (aortalno-kawalnego) – upośledzenia krążenia w aorcie brzusznej i żyle głównej dolnej ze względu na nacisk wywierany przez płód. 
Nauka ułożenia osoby w pozycji bocznej ustalonej jest częścią szkolenia w wykonywaniu resuscytacji krążeniowo-oddechowej (RKO).